# Szun Csüan
Szun Csüan (Sun Quan) (kínaiul: 孙权,  kiejtés; 182 – 252. május 21.), adott neve Csungmou (Zhongmou) (仲謀), posztumusz neve Vu Ta-ti (Wu Dadi) (Vu (Wu) császára, Ta (Da); 吴大帝), a kínai Három királyság kora egyik államának, Keleti Vunak (Keleti Wunak) alapítója és első uralkodója i. sz. 221-től 252-ig. 
Szun Csüan (Sun Quan) közrendű családba született, apja katona és hivatalnok volt. A 2. század végén a Han-dinasztia uralma megrendült, az országot egymással viszálykodó hadurak irányították, ekkorra a császár is befolyásuk alá került. Szun Csüan (Sun Quan) apja elesett az egyik összecsapásban. Bátyja, Szun Cö (Sun Ce) maga is helyi szinten (a Jangce alsó folyásától délre fekvő Csiangtungban (Jiangdongban)) befolyásos hadúrrá verekedte fel magát, de 200-ban meggyilkolták és pozícióját a 18 éves Szun Csüan (Sun Quan) örökölte. Bátyja hadvezérei és tanácsadói segítségével megerősítette helyzetét és 207-ben sikerült legyőznie a Jangce középső szakaszát uraló Huang Cu (Huang Zu) hadurat. Ugyanebben az évben a legerősebb hadúr, az Észak-Kínát befolyása alatt tartó Cao Cao támadást intézett a déliek ellen; de Szun Csüan (Sun Quan)nak és a vele szövetséges Liu Pejnek (Liu Beinek) a vörös sziklák csatájában sikerült megakadályozni a hatalmas túlerőben lévő ellenség átkelését a Jangcén.  
Cao Cao halála után fia, Cao Pi 220-ban elbitorolta a trónt az utolsó Han-bábcsászártól és kikiáltotta Cao Vej (Cao Wei) államát. Szun Csüan (Sun Quan) formálisan vazallusi esküt tett neki és cserébe megkapta a Vu (Wu) királya titulust. Amikor azonban Cao Pi 222-ben azt követelte tőle, hogy fiát küldje el az udvarába túsznak, ezt megtagadta és kikiáltotta a függetlenségét. Hét évvel később, 229-ben felvette a császári címet. Eközben szövetségese, Liu Pej (Liu Bei) is megalapította saját dél-kínai államát, Su Hant (Shu Hant) és a következő évtizedekben változó intenzitással, együttes erővel küzdöttek az északi Cao-dinasztia ellen. 
Szun Csüan (Sun Quan) fiatal korában megfontolt döntéseiről volt ismert és általában hallgatott tehetséges tanácsadóira. Idős korában egyre inkább autokrata módjára kormányzott, hajlamos volt a dühkitörésekre és az érzelemalapú döntésekre; emiatt számos kudarc érte. Legidősebb fia, Szun Teng (Sun Deng) 242-es halálát követően hagyta hogy két másik fia, Szun Ho (Sun He) és Szun Pa (Sun Ba) vetélkedjen az örökösödésért, majd amikor beleunt a viszályba az elsőt száműzte, a másikat öngyilkosságra kényszerítette; majd 7 éves legkisebb fiát, Szun Liangot (Sun Liangot) nevezte ki koronaherceggé. Szun Csüan (Sun Quan) 252-ben halt meg, 70 éves korában. A Három királyság alapítói közül ő volt a legfiatalabb és ő uralkodott legtovább. 
A három királyság története szerint Szun Csüan (Sun Quan) magas termetű volt, arca hosszú, szemei ragyogóak. Bölcs és társaságkedvelő, sokat tréfálkozó embernek írták le. Fel tudta ismerni tanácsadói tehetségét és nekik megfelelő feladatkört bízott rájuk, ezzel mind a kormányzásban, mind a harctéren előnybe került vetélytársaival szemben és elnyerte a nép támogatását. 

## Gyermekkora
Szun Csüan (Sun Quan) 182-ben született Szun Csien (Sun Jian) Han-korabeli hivatalnok (és bátorságáról ismert katona, A Három királyság története szerint Szun-ce (Sun Tzu) leszármazottja volt) és felesége, Vu (Wu) második fiaként. Egy bátyja volt (Szun Cö (Sun Ce)), két öccse (Szun Ji (Sun Yi) és Szun Kuang (Sun Kuang)), egy ismeretlen nevű húga, valamint több féltestvére. 
Két éves korában, 184-ben kitört az egész országra kiterjedő sárga turbánosok felkelése. Szun Csien (Sun Jian) csatlakozott a lázadók ellen vonuló Csu Csün (Zhu Jun) tábornok seregéhez és családját Soucsunban (Shouchunban) helyezte biztonságba. 189-ben bátyja, a 14 éves Szun Cö (Sun Ce) összebarátkozott a hasonló korú Csou Jüvel (Zhou Yuval) és a családot átköltöztette annak szülővárosába. 
Apjuk 191-ben (más források szerint 192-ben vagy 193-ban) elesett az egyik csatában. A Szun (Sun) család visszaköltözött Csiangtuba (Jiangduba), ahol meggyászolhatták. Két évvel később Szun Cö (Sun Ce) csatlakozott Jüan Su (Yuan Shu) hadúr seregéhez, ahol gyorsan emelkedett a ranglétrán és hamarosan saját csapatainak parancsolhatott. 195-ben Szun Cö (Sun Ce) legyőzte Jang (Yang) tartomány kormányzóját, Liu Jaót (Liu Yaó)t. A felcseperedő Szun Csüan (Sun Quan) segítette bátyját abban, hogy kiterjessze uralmát a Jangcétől délre eső területeken. 196-ban, mindössze 14 évesen bátyja kinevezte Janghszien (Yangxian) megye magisztrátusává; ezt követően ahogy nőtt, egyre fontosabb feladatokat kapott. Szun Csüan (Sun Quan) tehetségesnek bizonyult, fontos barátokat szerzett és hírneve hamarosan majdnem akkora lett, mint bátyjáé és apjáé. Ekkori barátai, mint Csu Zsan (Zhu Ran) vagy Hu Cung (Hu Zong), később miniszterek lettek a kormányában. 199-ben bátyja ezredessé (校尉) nevezte ki és elkísérte őt Lucsiang (Lujiang) és Jücseng (Yuzhang) meghódítására. Befolyását mutatja, hogy amikor az egyik legerősebb hadúr, Cao Cao meg akarta erősíteni szövetségét Szun Cövel (Sun Cével), Szun Csüan (Sun Quan)nak és öccsének, Szun Jinek (Sun Yinek) fontos hivatali pozíciókat ajánlott Hszucsangban (Xuchangban), amit azonban ők visszautasítottak.

## Szun Cö(Sun Ce)örököse

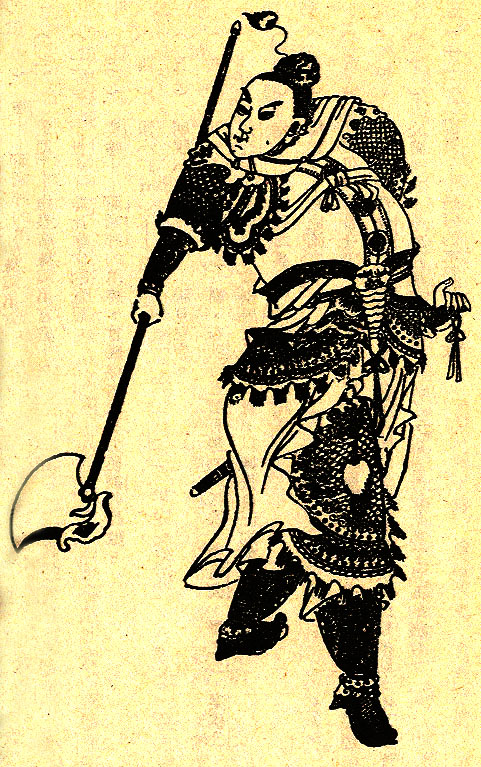
Szun Cö (Sun Ce)

200-ban egy vadászat során Szun Cöt (Sun Cét) meggyilkolták. Mivel fia még nagyon fiatal volt, halálos ágyán 18 éves öccsét, Szun Csüan (Sun Quan)t tette meg örökösének. A vigasztalhatatlan Szun Csüan (Sun Quan) hadnagyai biztatására katonai ruhába öltözött és végigjárta a bátyja által meghódított tartományokat. Szun Cö (Sun Ce) alvezérei közül sokan úgy gondolták, hogy túl fiatal még egy ilyen fontos feladathoz és volt aki átállt Cao Caóhoz (mint Li Su (Li Shu), Lucsiang (Lujiang) kormányzója). Szun Csüan (Sun Quan) erre levelet írt Cao Caónak, elmagyarázva álláspontját a volt alvezér hűtlenségéről és visszafoglalta Li Sutól (Li Shutól) Lucsiangot (Lujiangot). 
Más alvezérek, mint Csang Csao (Zhang Zhao) és Csou Jü (Zhou Yu) látták Szun Csüan (Sun Quan) tehetségét és hűségesek maradtak hozzá. A Szun Cö (Sun Ce) által Cao Caóhoz küldött Csang Hung (Zhang Hong) is visszatért az ő szolgálatába; az ő kérésére adta Hszien (Xian) császár (aki ekkor Cao Cao bábja volt) Szun Csüan (Sun Quan)nak a "barbárokat támadó hadvezér" (討虜將軍) megtisztelő címet; hosszú ideig így ismerték őt. Szun Csüan (Sun Quan) a későbbiekben is jó érzékkel fedezte fel a jellemes, tehetséges embereket, akikre felelősségteljes feladatokat bízott.
A következő néhány évben Szun Csüan (Sun Quan) a dél-kínai sanjüe (shanyue) törzsekkel hadakozott, őket hajtotta uralma alá, akik addig a Han-kormányzat hatáskörén kívül éltek. Több hadjáratot is indított ellenük: 206-ban elfoglalta fő erődjeiket, Matunt és Patount (Baodunt), több mint tízezer foglyot ejtve. Ezenkívül folyamatosan támadta és zaklatta a szomszédos tartomány hadura, Liu Piao (Liu Biao) alvezérének, Huang Cunak (Huang Zunak) a területét, főleg, mert Huang Cu (Huang Zu) ölte meg korábban az apját. 203-ban és 207-ben is támadást intézett ellene, majd végül 208-ban sikerült legyőznie és megölnie őt. A bosszúállás mellett a kezére került Csienghszia (Jiangxia) tartomány nagy része. Az északi hadúr, Cao Cao eközben sereget gyűjtött Szun Csüan (Sun Quan) és Liu Piao (Liu Biao) meghódoltatására. 

## A vörös sziklák csatája

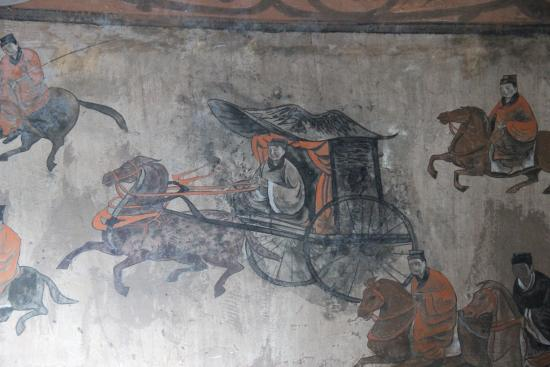
Lovasokat és harci szekeret ábrázoló késő Han-korabeli falfestmény (Honan (Henan) tartomány)

Még az új háború kitörése előtt, 208 végén meghalt Liu Piao (Liu Biao) és két fia, Liu Csi (Liu Qi) és Liu Cung (Liu Cong) vetélkedni kezdett az örökségéért. Liu Cung (Liu Cong) nem akart kétfrontos háborút, ezért inkább meghódolt Cao Caónak. Tanácsadója és legfontosabb szövetségese, Liu Pej (Liu Bei) nem akart az északi hadúr alattvalója lenni és délre vonult, de Cao Cao emberei utolérték, szétvertek csapatát, alig sikerült elmenekülnie Tangjangba (Dangyangba). 
Szun Csüan (Sun Quan) a Cao Cao jelentette fenyegetés miatt gyorsan szövetséget kötött Liu Pejjel (Liu Beijel) és Liu Csivel (Liu Qivel). Cao Cao levelet írt nekik, amelyben lehengerlő túlerővel fenyegette meg őket. Azzal dicsekedett, hogy 800 ezres hadserege van, bár a későbbi becslések szerint 220 ezer katona állt a rendelkezésére; ezzel szemben Szun Csüan (Sun Quan) 30 ezer, a két Liu 10 ezer embert tudott kiállítani. A tanácsadók, köztük Csang Csao (Zhang Zhao), hajlottak a megadásra, de Szun Csüan (Sun Quan) nem volt hajlandó meghajolni, főleg mert tartott tőle, hogy Cao Cao nem fogja megtűrni őt hadvezérként.
Szun Csüan (Sun Quan) a Jangcénél védekezett, itt igyekezett megakadályozni Cao Cao átkelését. 30 ezer emberét hajókba ültette, míg Liu Pej (Liu Bei) a déli partot védte 10 ezer katonájával. Cao Cao hatalmas seregében járvány pusztított, embereinek nagy része kényszersorozott volt és nem szokott hozzá a hajós harcmodorhoz. Szun Csüan (Sun Quan) hajóinak parancsnoka, Csou Jü (Zhou Yu) cselt eszelt ki, úgy tett, mintha megbüntetné hadnagyát, Huang Kajt (Huang Gait), aki ezután látszólag átállt Cao Caóhoz. Közelítő hajói azonban gyújtóhajók voltak, amelyek lángra lobbantották Cao Cao csapatszállítóit és a tűzvész gyorsan terjedt az egymáshoz láncolt hajókon. Cao Cao flottája nagyrészt elpusztult; egy részük a déli partra tudta tenni a katonákat, de azokkal végeztek Szun Csüan (Sun Quan) és Liu Pej (Liu Bei) véderői. 

## Bizonytalan szövetségeLiu Pejjel(Liu Beijel)

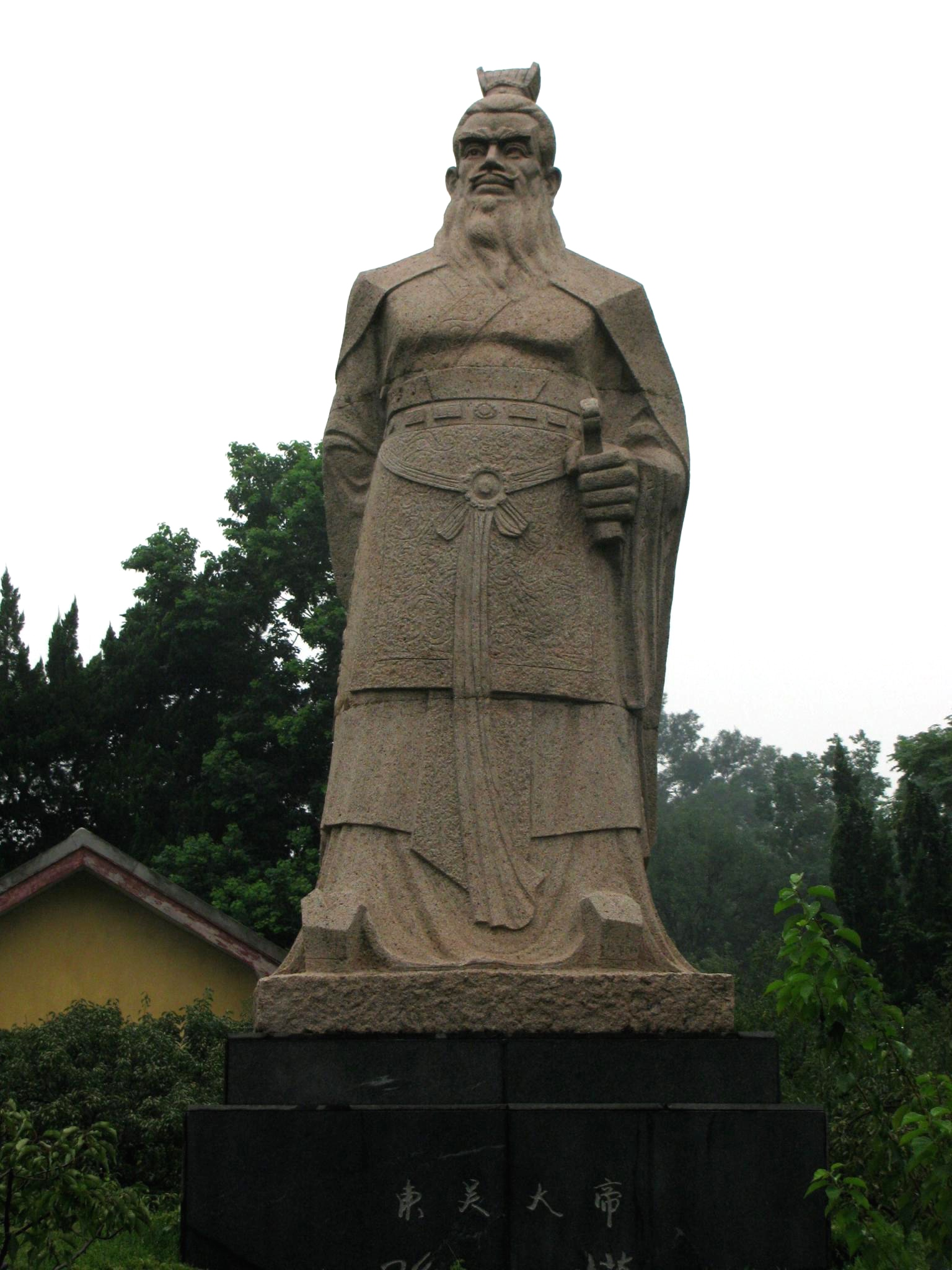
Szun Csüan (Sun Quan) szobra

Cao Cao visszavonulása után Szun Csüan (Sun Quan) elfoglalta Csing (Jing) tartomány északi részét, míg a délit Liu Pej (Liu Bei) szállta meg. Szövetségüket megerősítendő Liu Pej (Liu Bei) feleségül vette Szun Csüan (Sun Quan) húgát, Szun Zsent (Sun Rent). Csou Jü (Zhou Yu) kapitány azonban gyanakodott Liu Pejre (Liu Beire) és azt javasolta urának, hogy fogassa el, tegye házi őrizetbe, csapatait pedig olvasszák be a Szun (Sun)-seregbe. Szun Csüan (Sun Quan) azonban attól tartott, hogy egy ilyen esetben a katonák fellázadnának.
Szun Csüan (Sun Quan) és Csou Jü (Zhou Yu) azt tervezte, hogy a mai Senhszi (Shaanxi) tartományban megtámadják Liu Csang (Liu Zhang) és Csang Lu (Zhang Lu) hadurakat, de Csou Jü (Zhou Yu) 210-ben meghalt és a támadás elmaradt. Szun Csüan (Sun Quan)nak ehelyett sikerült rábeszélnie a meghódolásra Csiao (Jiao) tartomány hadurait, és erre a régióra is kiterjesztette uralmát. Mivel Liu Pej (Liu Bei) panaszkodott, hogy Csing (Jing) tartomány déli fele nem elegendő csapatai fenntartására, átengedte neki Észak-Csing (Jing) egyes részeit. 
211-ben Szun Csüan (Sun Quan) átköltöztette székhelyét Tantuból (Dantuból) Moling városába; a következő évben újjáépíttette falait és átkeresztelte a Csienje (Jianye) névre. Innen jobban tudta felügyelni a Jangcét és könnyebben tudta tartani a kapcsolatot alvezéreivel. Zsuhszünél (Ruxunál) erődítményeket emeltetett, mert tartott Cao Cao támadásától. 
213 elején meg is érkezett a támadás. Szun Csüan (Sun Quan) személyesen vezette a védekezést és jó hasznát vette az előzőleg emelt erődítményeknek. Cao Cao megpróbált átkelni a Jangcén, de Szun Csüan (Sun Quan) hajói körbevették és elpusztították a flottáját. Szun Csüan (Sun Quan) egy nagy hajóval személyesen közelítette meg Cao Cao táborát az északi parton, hogy kikémlelje az ellenség helyzetét. Cao Cao ekkorra megtanulta tisztelni ellenfelét (akiről azt mondta, hogy bárcsak lenne egy ilyen fia) és utasítása alapján nem támadták a hajót, amely sértetlenül távozhatott. Az északi hadúr végül visszavonult. 
Cao Cao kudarcát követően az uralmával elégedetlen lakosság nagy számban menekült délre, Szun Csüan (Sun Quan)hoz; a Jangce északi partvidéke jórészt elnéptelenedett. 214-ben Cao Cao egyik megbízható emberét, Csu Kuangot (Zhu Guangot) küldte a vidékre, aki parasztok megtartása céljából segítette a mezőgazdaságot és rablókat küldött át Szun Csüan (Sun Quan) területére. Szun Csüan (Sun Quan) alvezére, Lü Meng tanácsára a folyó áradása idején csónakokkal megközelítette Csu Kuang (Zhu Guang) központját és meglepetésszerű támadással elfoglalta a várost, még mielőtt az ellenség kiépíthette volna a régió védelmét.
Eközben Liu Pej (Liu Bei) elfoglalta Ji (Yi) tartományt, ahonnan képes volt élelmezni a csapatait. Szun Csüan (Sun Quan) visszakövetelte Csing (Jing) tartomány déli részét, ám Liu Pej (Liu Bei) nem volt hajlandó visszaadni. Szun Csüan (Sun Quan) ekkor egy 20 ezres és egy 10 ezres sereget küldött a tartomány visszafoglalására. Liu Pej (Liu Bei) személyesen vonult oda, hogy visszaverje őket, de még mielőtt kitört volna a háború, híre jött hogy Cao Cao el akarja foglalni Hancsungot (Hanzhongot). Liu Pej (Liu Bei) erre kiegyezett Szun Csüan (Sun Quan)nal, a Hsziang (Xiang) folyó mentén húzták meg a határt, átadott neki két kerületet egyért cserébe, Szun Csüan (Sun Quan) pedig vállalta, hogy segít neki elhárítani Cao Cao támadását. Szun Csüan (Sun Quan) meg is rohanta az északiak kezén lévő Hofejt (Hefeit), de súlyos vereséget szenvedett, majdnem őt is elfogták. 
217-ben Cao Cao hatalmas sereggel ismét Zsuhszü (Ruxu) ellen vonult. Szun Csüan (Sun Quan) 70 ezer katonát gyűjtött össze a védekezésre; maga a várost védte, a csatát alvezérére, Lü Mengre bízta. Az összecsapások több hétig tartottak, míg a tavaszi áradás miatt Cao Cao ismét visszavonulni kényszerült. Serege azonban Hsziahou Tun (Xiahou Dun) vezetése alatt a közelben maradt, így patthelyzet alakult ki, mert Szun Csüan (Sun Quan) nem hagyhatta ott Zsuhszüt (Ruxut), ahhoz pedig nem volt elég erős, hogy nyílt csatára hívja ki az ellenséget. Így hát kiegyezett Cao Caóval és elismerte őt a Han-császárság hivatalos képviselőjének. Bár ez formálisan behódolást jelentett, Cao Cao jól tudta, hogy nem tudná rákényszeríteni akaratát Szun Csüan (Sun Quan)ra, akit hivatalosan is megerősített minden címében és tisztségében, amiket az magára ruházott és rábízta (az egyébként is általa megszállt) déli tartományok kormányzását.

## HarcaLiu Pejjel(Liu Beijel)

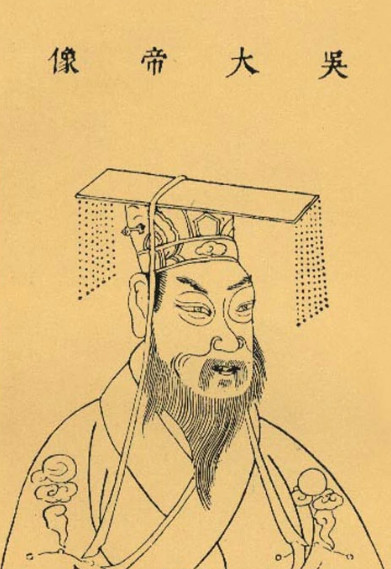
Szun Csüan (Sun Quan) 17. századi ábrázolása

219-ben Liu Pej (Liu Bei) hadvezére, Kuan Jü (Guan Yu) északra vonult, megtámadta Fancsenget (Fanchenget) és nagy győzelmet aratott Cao Cao rokona, Cao Zsen (Cao Ren) felett. Ostrom alá vette a várost és Cao Cao már azt fontolgatta, hogy a veszélyessé vált vidéktől messzebbre költözteti székhelyét. Szun Csüan (Sun Quan), aki neheztelt Kuan Jüre (Guan Yura) vele szembeni rosszindulatú viselkedése miatt (például elkobozta Szun Csüan (Sun Quan) élelmiszerkészleteit északi hadjáratához) hátbatámadta az ostromló sereget, amely menekülni kényszerült. Kuan Jüt (Guan Yut) elfogták és kivégezték. Szun Csüan (Sun Quan) teljes egészében megszállta Csing (Jing) tartományt és szövetsége Liuval megszűnt.
220-ban Cao Cao meghalt, fia és utóda, Cao Pi pedig elbitorolta az uralkodói címet Hszien (Xian) császártól. A Han-dinasztia megszűnt és helyette megalakult a Cao Vej (Cao Wei)-dinasztia állama. Szun Csüan (Sun Quan) eleinte kivárt, nem kiáltotta ki a függetlenségét, de nem is hódolt be Cao Pinek. Ezzel szemben Liu Pej (Liu Bei) 221 elején császárnak kiáltotta ki magát, megalapítva Su Han (Shu Han) államot. Ezt követően hadjáratot szervezett Szun Csüan (Sun Quan) ellen, hogy megbosszulja Kuan Jüt (Guan Yut). Az attól tartott, hogy a háború kitörése esetén Cao Pi hátba támadja, ezért vazallusi hűségesküt tett neki. A császár tanácsadója, Liu Je (Liu Ye) azt javasolta, hogy ne fogadja el az esküt és osztozzon meg Liu Pejjel (Liu Beijel) a Szun (Sun)-klán tartományain, de Cao Pi a békés utat választotta (és a történészek szerint ezen döntése következtében Cao Vej (Cao Wei) később is csak Észak-Kínát tudta ellenőrzése alatt tartani) és 221 szeptemberében kinevezte Szun Csüan (Sun Quan)t, mint vazallusát Vu (Wu) királyává és megadta neki a legnagyobb "kilenc kitüntetést".
222-ben Szun Csüan (Sun Quan) hadvezére, Lu Hszün (Lu Xun) a Hsziaotingi csatában (xiaotingi csatában) döntő vereséget mért Liu Pejre (Liu Beire); megállította offenzíváját és az többé nem is próbálkozott újabb támadással. Ugyanebben az évben Cao Pi azt követelte, hogy Szun Csüan (Sun Quan) küldje udvarába túszként örökösét, Szun Tenget (Sun Denget); ő azonban ezt megtagadta és kikiáltotta függetlenségét, megalapítva Keleti Vu (Keleti Wu) államot. Cao Pi erre megtámadta, de 223 elején seregét megállították. Az év nyarán a 62 éves Liu Pej (Liu Bei) megbetegedett és meghalt. Fia, a 16 éves Liu San (Liu Shan), és a helyette kormányzó régens, Csu-ko Liang (Zhuge Liang) kibékült Szun Csüan (Sun Quan)nal és megújították szövetségüket. A szövetség egészen Su Han (Shu Han) állam 263-as bukásáig megmaradt. 

## Uralkodása
Szun Csüan (Sun Quan) uralkodásának korai szakaszában Keleti Vu (Keleti Wu) kormányzása híres volt hatékonyságáról. Szun (Sun) jó érzékkel választotta ki tanácsadóit és a megfelelő, tehetséges embereket állította az államszervezet posztjaira. A hűséges Lu Hszünben (Lu Xunban) annyira megbízott, hogy adott neki egy másolatot a nagypecsétjéből; diplomáciai leveleit is először neki küldte el véleményezésre és Lu Hszün (Lu Xun) a saját pecsétjével hitelesíthette az általa tett változtatásokat. Felhatalmazta Lu Hszünt (Lu Xunt) és másik bizalmasát, Csu-ko Csint (Zhuge Jint), hogy szükség esetén az ő jóváhagyása nélkül is tárgyaljanak a szövetséges Su Hannal (Shu Hannal). Barátjaiként kezelte a kormányzati főtisztviselőket, beceneveket adott nekik, azok pedig cserébe erejüket megfeszítve szolgálták az államot. 

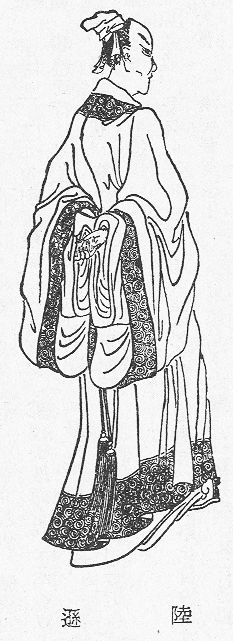
Lu Hszün (Lu Xun), Szun Csüan (Sun Quan) hűséges tanácsadója

Cao Pi 224-ben és 225-ben is támadást intézett  Keleti Vu (Keleti Wu) ellen, de viszonylag könnyen elhárították mindkettőt, így Cao Pi kénytelen volt kijelenteni, hogy "a Mennyek teremtették a Jangcét, hogy elválasszák északot a déltől." Ugyanezen okból azonban Szun Csüan (Sun Quan) sem tudott hathatós offenzívát indítani Cao Vej (Cao Wei) ellen. 226-ban, Cao Pi halálát követően megtámadta ugyan Csianghszia (Jiangxia) körzetet, de kénytelen volt visszavonulni, amikor az ellenség erősítése megérkezett. Ugyanebben az évben viszont hadvezére, Lü Taj (Lü Dai) a dél-kínai Csiao (Jiao) tartományban legyőzte Si Huj (Shi Hui) hadurat és kiterjesztette a Keleti Vu (Keleti Wu) uralmát a régióra. A későbbiekben több kambodzsai, laoszi és vietnami helyi királyság is vazallusi hűségesküt tett Vunak (Wunak). 
Szintén 226-ban egy római kereskedő érkezett a Keleti Vuhoz (Keleti Wuhoz) tartozó Csiaocsi (Jiaozhi) (Észak-Vietnam) egyik kikötőjébe. A helyi prefektus továbbküldte őt Szun Csüan (Sun Quan) nankingi udvarába, ahol az uralkodó beszámoltatta a Római Birodalomról és népéről. Expedíciót szerveztek a kereskedő hazajuttatására, akit egy kínai követ (aki az úton meghalt) és ajándékként 10-10 feketés színű törpe férfi és nő is elkísért.
Keleti Vu (Keleti Wu) csak 228-ban tudott jelentős csatát nyerni Vejjel (Weijel) szemben, amikor az uralkodó jóváhagyásával hadvezére, Csou Fang (Zhou Fang) úgy tett, mintha fellázadna Szun Csüan (Sun Quan) ellen. Vej (Wei) tábornoka, Cao Hsziu (Cao Xiu) erre nagy sereggel a támogatására sietett és egyenesen belesétált a Vu (Wu)-erők által előkészített csapdába. Csapatait a teljes megsemmisüléstől csak Csia Kuj (Jia Kui) tábornok segítsége mentette meg.
229-ben Szun Csüan (Sun Quan) császárrá kiáltotta ki magát. Emiatt feszültté vált a viszonya Su Hannal (Shu Hannal) is, aki magát tekintette a Han-dinasztia jogos örökösének. Csu-ko Liang (Zhuge Liang) régens azonban nem akarta emiatt felrúgni a szövetséget Keleti Vuval (Keleti Wuval), amelyet abban az évben meg is újítottak és abban is megegyeztek, hogy ha sikerül elfoglalni Vejt (Weit), azt egyenlően osztják fel kettejük között. Ugyanebben az évben Szun Csüan (Sun Quan) Vucsangból (Wuchangból) Csienjébe (Jianyébe) költöztette fővárosát, egyúttal pedig országa nyugati felét örököse, SZun Teng (Sun Deng) gondjaira bízta (Lu Hszün (Lu Xun) asszisztálása mellett).

## Keleti Vu(Keleti Wu)császára

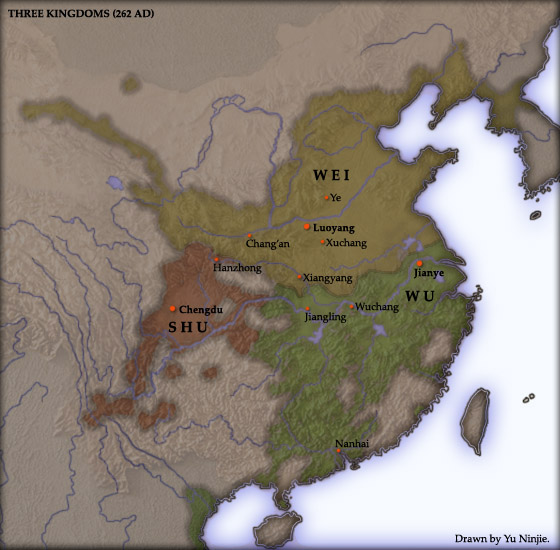
A Három királyság korának államai

230-től problémásabb évek kezdődtek. Szun Csüan (Sun Quan) (Lu Hszün (Lu Xun) tiltakozása ellenére) nagy flottát indított el (állítólag 10 ezer emberrel), hogy keressék meg Jucsou (Yizhou) és Tancsou (Danzhou) legendás szigeteit (valószínűleg Tajvant vagy Rjújkjút). A flotta Tancsout (Danzhout) ugyan nem találta meg, de Jicsout (Yizhout) igen, és 231-ben néhány ezer lakóját foglyul ejtve hazatért. Egy járvány következtében azonban a legénység 80-90%-a meghalt és a feldühödött Szun Csüan (Sun Quan) kivégeztette az expedíció két parancsnokát. A trónörökös Szun Teng (Sun Deng) 232-ben Lu Hszünre (Lu Xunra) hagyta a rábízott országrészt és visszaköltözött apja Csienje (jianyei) udvarába, ahol 241-ben meghalt.
232-ben a vui (wui) flotta újabb kudarca következett. Szun Csüan (Sun Quan) elküldte két hadvezérét, Csou Hót (Zhou He)t és Pej Csient (Pei Qiant) hogy hajózzanak a Liaotung (Liaodong)-félszigetre (amelynek kormányzója, Kung-szun Jüan (Gongsun Yuan) Cao Vej (Cao Wei) vazallusa volt) és vásároljanak lovakat. A viharok és a Vej (Wei)-flotta támadásai miatt azonban a hajók nagy része odaveszett. A következő évben Kung-szun Jüan (Gongsun Yuan) felajánlotta Szun Csüan (Sun Quan)nak, hogy vazallusi esküt tesz neki. Szun Csüan (Sun Quan) örömében kinevezte őt Jan (Yan) hercegévé, megadta neki a legmagasabb "kilenc kitüntetést" és (tanácsadóinak rosszallása ellenére) tengeren 10 ezer katonát küldött Liaotungba (Liaodongba), hogy segítsenek a Cao Vej (Cao Wei) várható támadásának elhárításában. Kung-szun Jüan (Gongsun Yuan) árulónak bizonyult, megölette a főtiszteket, a katonákat pedig saját szolgálatába kényszerítette. A feldühödött Szun Csüan (Sun Quan) saját maga akart hajóra szállni, hogy elpusztítsa Kung-szun Jüant (Gongsun Yuant), de Lu Hszün (Lu Xun) tanácsainak hatására végül megnyugodott és nem indult el a kockázatos kalandra. Időnkénti dührohamainak ellenére többnyire megőrizte korábbi racionális gondolkodását; például amikor 235-ben a Vej (Wei)-beli Cao Zsuj (Cao Rui) császár felajánlotta, hogy gyöngyökért, jadéért és teknőspáncélokért cserébe szívesen ad neki lovakat (ezzel gúnyosan utalva országaik gazdasági és katonai lehetőségeire), ő köszönettel elfogadta ajánlatát, mondván, hogy hadseregének tényleg szüksége van lovakra.
234-ben a Keleti Vu (Keleti Wu) és Su Han (Shu Han) egyszerre támadt Cao Vejre (Cao Weire). Szun Csüan (Sun Quan) személyesen vezette a fősereget a határon fekvő Hofej (Hefei) városa ellen, miközben alvezérei, Lu Hszün (Lu Xun) és Csu-ko Csin (Zhuge Jin) elterelő támadásokat intéztek Hsziangjang (Xiangyang) ellen. Vej (Wei) hadvezetése azonban átlátott a cselen és hagyták, hogy Szun Csüan (Sun Quan) hiábavalóan ostromolja Hobejt (Hefeit). Amikor készletei kifogytak, Cao Zsuj (Cao Rui) megjelent a felmentő sereggel és Szun Csüan (Sun Quan) kénytelen volt visszavonulni. 
238-ban Vej (Wei) hadvezére, Sze-ma Ji (Sima Yi) megtámadta a liaotungi (liaodongi) Kung-szun Jüant (Gongsun Yuant), aki Keleti Vutól (Keleti Wutól) kért segítséget. Korábbi árulása ellenére Szun Csüan (Sun Quan) nem utasította el egyből a kormányzót, de arra számított, hogy patthelyzet alakul ki a felek között és akkor kihasználhatja Kung-szun Jüan (Gongsun Yuan) szorult helyzetét. Sze-ma Ji (Sima Yi) azonban gyors győzelmet aratott, így Vu (Wu) csapatainak északra szállítására nem került sor. Ugyanebben az évben kivégeztette Lü Jit (Lü Yit), az állami ellenőrzési hivatal korrupt vezetőjét. 

## A hanyatlás és halála

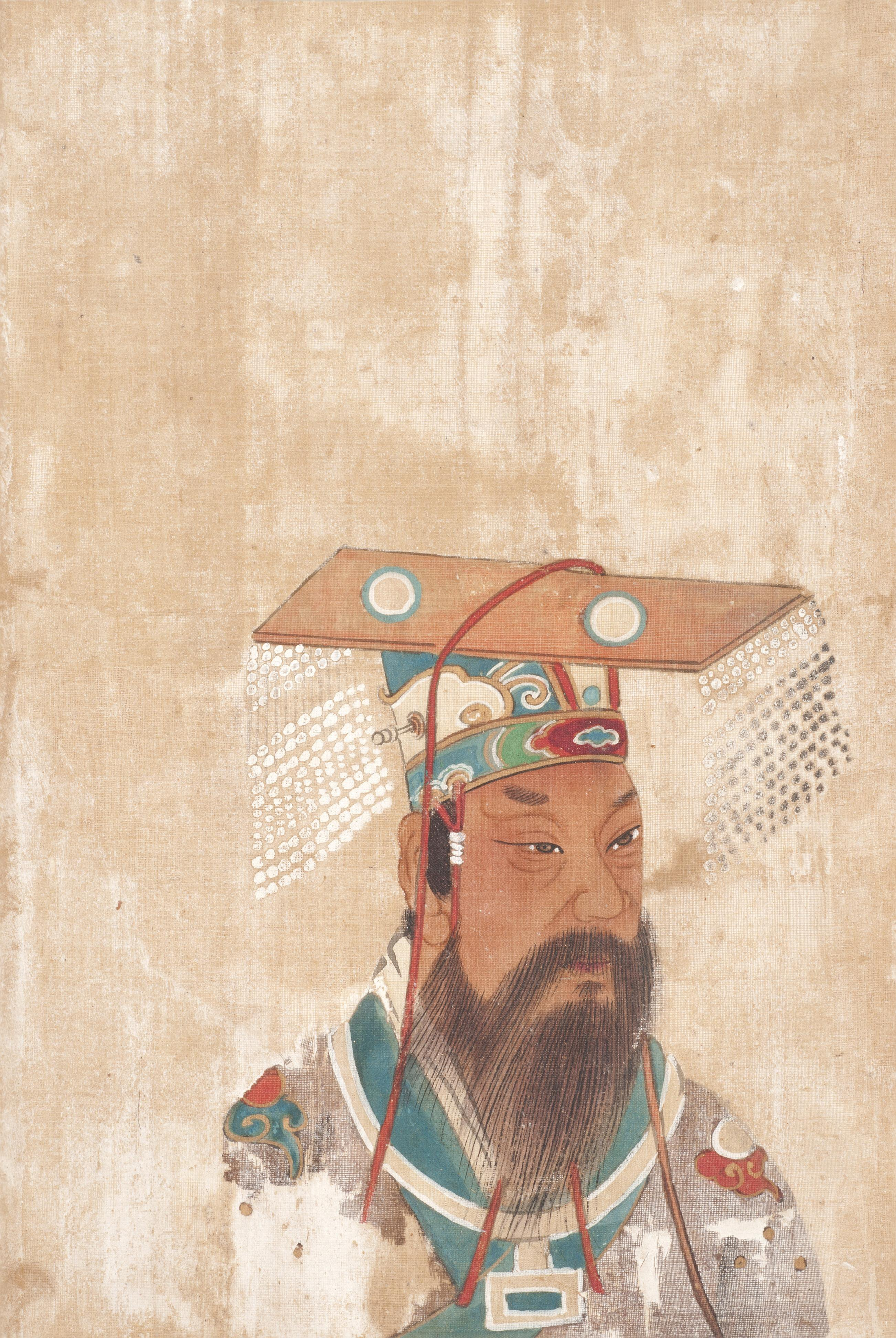
Szun Csüan (Sun Quan) az 1900 körül készült Híres emberek arcképei albumban

239-ben meghalt Cao Zsuj (Cao Rui) és hét éves fia, Cao Fang örökölte Vej (Wei) trónját. 241-ben Szun Csüan (Sun Quan) megpróbálta kihasználni szomszédja belpolitikai bizonytalanságát és támadást intézett ellene, de hadmozdulatait nem koordinálta Su Hannal (Shu Hannal), így ez az akciója is kudarcba fulladt. 
Ugyanebben az évben meghalt Szun Teng (Sun Deng) trónörökös és az esemény az örökösödési válságon kívül megroppantotta Szun Csüan (Sun Quan) mentális egészségét is. 242-ben egyik fiát, a Vang (Wang) feleségétől született Szun Hót (Sun Hét) jelölte ki örököséül; ugyanakkor azonban látványosan kedvezett egy másik fiának, Szun Pának (Sun Bának) is és megengedte, hogy ugyanannyi szolgát tartson mint a trónörökös. A két fiú emiatt vetélkedni kezdett egymással, idővel külön palotába költöztek és Szun Pa (Sun Ba) tervezgette, hogyan válhatna ő apjuk egyedüli örökösévé. A császár fiai viszályáért azok anyját vádolta, aki állítólag ijedtében meghalt. Amikor Lu Hszün (Lu Xun) megpróbálta megvédeni Szun Hót (Sun Hét) fivére vádaskodása ellen, Szun Pa (Sun Ba) őt is különféle hamis vádakkal próbálta befeketíteni és a veterán tanácsadó felindultságában meghalt. 
250-ben Szun Csüan (Sun Quan) megelégelte fiai viszályát, Szun Pának (Sun Bának) megparancsolta, hogy kövessen el öngyilkosságot, Szun Hót (Sun Hét) (aki ártatlan volt a fejére olvasott bűnökben) megfosztotta címeitől és legfiatalabb fiát, Szun Liangot (Sun Liangot) nevezte ki koronahercegnek. Veje, Csu Csü (Zhu Ju) (lányának, Szun Lu-jünek (Sun Luyunak) a férje) megpróbált Szun Ho (Sun He) védelmére kelni, de a feldühödött császár őt is öngyilkosságra kényszerítette, több, kegyvesztett fiait támogató főhivatalnokot pedig kivégeztetett. 
Nagyjából ugyanekkor Szun Csüan (Sun Quan) arra is parancsot adott, hogy a határvidéken rombolják le a folyók gátjait, hogy az árterek megnehezítsék Vej (Wei) esetleges támadását. 
251-ben az idős Szun Csüan (Sun Quan) császárnővé nevezte ki Szun Liang (Sun Liang) anyját, Pant. Ez volt az első ilyen alkalom, feleségei közül egyik sem kapta meg a címet, kivéve kedvencét, Put (But), de őt is csak 238-as halálát követően tüntette ki ezzel. Megbánta azt is, amit Szun Hóval (Sun Hével) tett és vissza akarta hívni száműzetéséből, de lánya, Szun Lu-pan (Sun Luban) és rokona, a Liangot támogató Szun Csün (Sun Jun) lebeszélte erről. Érezte közeledni a halálát, ezért a 9 éves trónörökös mellé kinevezte Csu-ko Csin (Zhuge Jin) fiát, Csu-ko Kót (Zhuge Két) régensnek (annak ellenére, hogy a régens jellemét illetően voltak kétségei, túlségosan arrogánsnak és önteltnek tartotta). 
252-ben Pan császárnőt rejtélyes körülmények között meggyilkolták, egy reggel megfojtva találták az ágyában. Hivatalosan a szolgákat vádolták, hogy nem bírták elviselni szeszélyes természetét, de egyes történészek szerint az udvaroncok tartottak tőle, hogy férje halála után, a kiskorú császár anyjaként magához ragadja a hatalmat. 
Szun Csüan (Sun Quan) 252. május 21-én halt meg 70 éves korában (keleti életkorszámítás szerint). A csienjei (jianyei) Bíbor-hegyen épített mauzóleumban temették el. Akaratának megfelelően Szun Liang (Sun Liang) követte a trónon. 

## Családja
- Pan Su (Pan Shu) császárnő (潘淑, †252)
  - Szun Liang (Sun Liang), Kuaicsi (Kuaiji) hercege, Vu (Wu) császára (孫亮, 245–260), hetedik fia
- Pu Lien-si (Bu Lianshi) császárnő (步練師)
  - Szun Lu-pan (Sun Luban), Csüan (Quan) hercegnője (孫魯班, 229–258), első lánya
  - Szun Lu-jü (Sun Luyu), Csu (Zhu) hercegnője (孫魯育), harmadik lánya
- Vang Ta-ji (Wang Dayi) császárnő (王大懿) 
  - Szun Ho (Sun He), Nanjang (Nanyang) hercege (孫和, 224–253), harmadik fia
- Vang Csing-huaj (Wang Jinghuai) császárnő (王敬懷)
  - Szun Hsziu (Sun Xiu), Vu (Wu) császára (孫休, 235–264), hatodik fia
- Csung (Zhong) császárné (仲)
  - Szun Fen (Sun Fen), Csi (Qi) hercege (孫奮, †270), ötödik fia
- Hszie (Xie) császárné (谢)
  - Szun Pa (Sun Ba), Lu hercege (孫霸; †250), negyedik fia
- Hszie (Xie) (谢)
- Hszü (Xu) (徐)

ezenkívül több ismeretlen nevű felesége is volt, tőlük született: 
- - Szun Teng (Sun Deng), koronaherceg (孫登, 209–241), első fia
  - Szun Lü (Sun Lü), Csiencseng (Jianchang) márkija (孫慮, 213–232), második fia

## Uralkodásának korszakai
- Huangvu (Huangwu) (黃武) 222–229
- Huanglong (黃龍) 229–231
- Csiaho (Jiahe) (嘉禾) 232–238
- Csivu (Chiwu) (赤烏) 238–251
- Tajjüan (Taiyuan) (太元) 251–252
- Senfeng (Shenfeng) (神鳳) 252

## Emlékezete
A Három királyság kora a kínai történelem közismert és népszerű korszaka. Szun Csüan (Sun Quan) alakja, mint a történések egyik főszereplője számos történelmi filmben, sorozatban, videójátékban, kártyajátékban megtalálható.  

## Fordítás
- Ez a szócikk részben vagy egészben  a   Sun Quan című angol Wikipédia-szócikk ezen változatának fordításán alapul.  Az eredeti cikk szerkesztőit annak laptörténete sorolja fel. Ez a jelzés csupán a megfogalmazás eredetét és a szerzői jogokat jelzi, nem szolgál a cikkben szereplő információk forrásmegjelöléseként.